# Соната для фортепіано № 6 (Моцарт)
Соната для фортепіано № 6 В. А. Моцарта, KV 284, Ре мажор написана 1775 року. Складається з трьох частин:
1. Allegro
2. Rondo and Polonaise (andante)
3. Thema con variazioni

Соната триває близько 24 хвилин.